# Hmeleva, Zalișciîkî
Hmeleva (în ucraineană Хмелева) este localitatea de reședință a comunei Hmeleva din raionul Zalișciîkî, regiunea Ternopil, Ucraina.

## Demografie
Componența lingvistică a localității Hmeleva
     Ucraineană (99,78%)
     Alte limbi (0,22%)
Conform recensământului din 2001, majoritatea populației localității Hmeleva era vorbitoare de ucraineană (99,78%), existând în minoritate și vorbitori de alte limbi.